# Neriene montana
Neriene montana Clerck, 1757 è un ragno appartenente alla famiglia Linyphiidae.

## Distribuzione
La specie è stata rinvenuta in diverse località della regione olartica

## Tassonomia
Non sono stati esaminati esemplari di questa specie dal 2009
Attualmente, a dicembre 2013, non sono note sottospecie